# Polariteit (elektriciteit)
De eigenschap elektrische polariteit (positief (+) en negatief (-)) onderscheidt zich van de eigenschap neutraal (0) door de aanwezigheid van een overschot (-) of tekort (+) aan negatief geladen deeltjes (normaliter elektronen). Een object (geleider of isolator) met een elektrische polariteit wordt aangeduid als een elektrische pool. 
Een elektrische pool is per definitie omgeven door een elektrisch veld evenredig met de hoeveelheid lading op de pool. 
Een elektrische geleider verbonden met een voldoend grote geleidende massa (bij voorkeur de aarde) gedraagt zich in de nabijheid van een elektrische pool als een elektrische tegenpool (tegengestelde polariteit), die in sterkte toeneemt naarmate de geleider de pool dichter nadert. Dit is het gevolg van elektrostatische inductie. 
Een elektrische pool heeft de kwantitatieve eigenschap: elektrische potentiaal. Indien twee elektrische polen in elkaars nabijheid binnen een niet geleidend medium een verschillende elektrische potentiaal bezitten, bestaat tussen de polen een elektrisch veld, en oefenen de polen een kracht op elkaar uit, evenredig met het verschil in potentiaal ofwel de elektrische spanning.
De aarde heeft een vrijwel oneindige capaciteit om lading op te nemen en heeft nulpotentiaal. 
Als met een elektrisch netwerk een geleidende verbinding wordt gemaakt tussen twee polen, dan vloeit er volgens de historisch bepaalde conventie een elektrische stroom, dat wil zeggen een stroom (positieve) elektrische lading, van "+" naar "-". Anders gezegd, maar in feite equivalent, vloeit dan een stroom van negatief geladen elektronen van "-" naar "+". 
Als de polariteiten in het netwerk constant zijn, is de stroom gelijkstroom en het potentiaalverschil gelijkspanning. Als de polariteiten periodiek wisselen, dan keert de stroom periodiek om: wisselstroom en wisselspanning.
Bij een accu of batterij die gelijkspanning opwekt bestaat om praktische redenen een duidelijk onderscheid (kleur of vorm) tussen de polariteiten van de polen.
Bij wisselspanning kan geen onderscheid worden gemaakt tussen de polen.

## Polariteit van atomen en moleculen
In normale toestand zijn atomen en moleculen lading-neutraal; het aantal protonen (met een positieve ladingseenheid) in de kern(en) is gelijk aan het totaal aantal elektronen (met een negatieve ladingseenheid). 
Als elektronen worden weggehaald of toegevoegd aan een molecuul of atoom, krijgt dit een polariteit; het wordt dan aangeduid als een ion of radicaal.
Er bestaan aldus ionen en radicalen met een +polariteit (verminderd aantal elektronen) en met een -polariteit (een aantal extra elektronen). 

## Polariteit vanelementaire deeltjes
Tal van deeltjes, ontdekt in de natuurkunde, bezitten een ingebouwde elektrische ladingseenheid, zonder dat daar een proton of een elektron bij te pas komt. Elektrische lading en polariteit zijn begrippen die tot de grondslag van de natuurkunde behoren.